# Cove City
Cove City é uma cidade  localizada no estado norte-americano de Carolina do Norte, no Condado de Craven.

## Demografia
Segundo o censo norte-americano de 2000, a sua população era de 433 habitantes.
Em 2006, foi estimada uma população de 408, um decréscimo de 25 (-5.8%).

## Geografia
De acordo com o United States Census Bureau tem uma área de
1,6 km², dos quais 1,6 km² cobertos por terra e 0,0 km² cobertos por água. Cove City localiza-se a aproximadamente 14 m acima do nível do mar.

## Localidades na vizinhança
O diagrama seguinte representa as localidades num raio de 24 km ao redor de Cove City.